# شیرازان

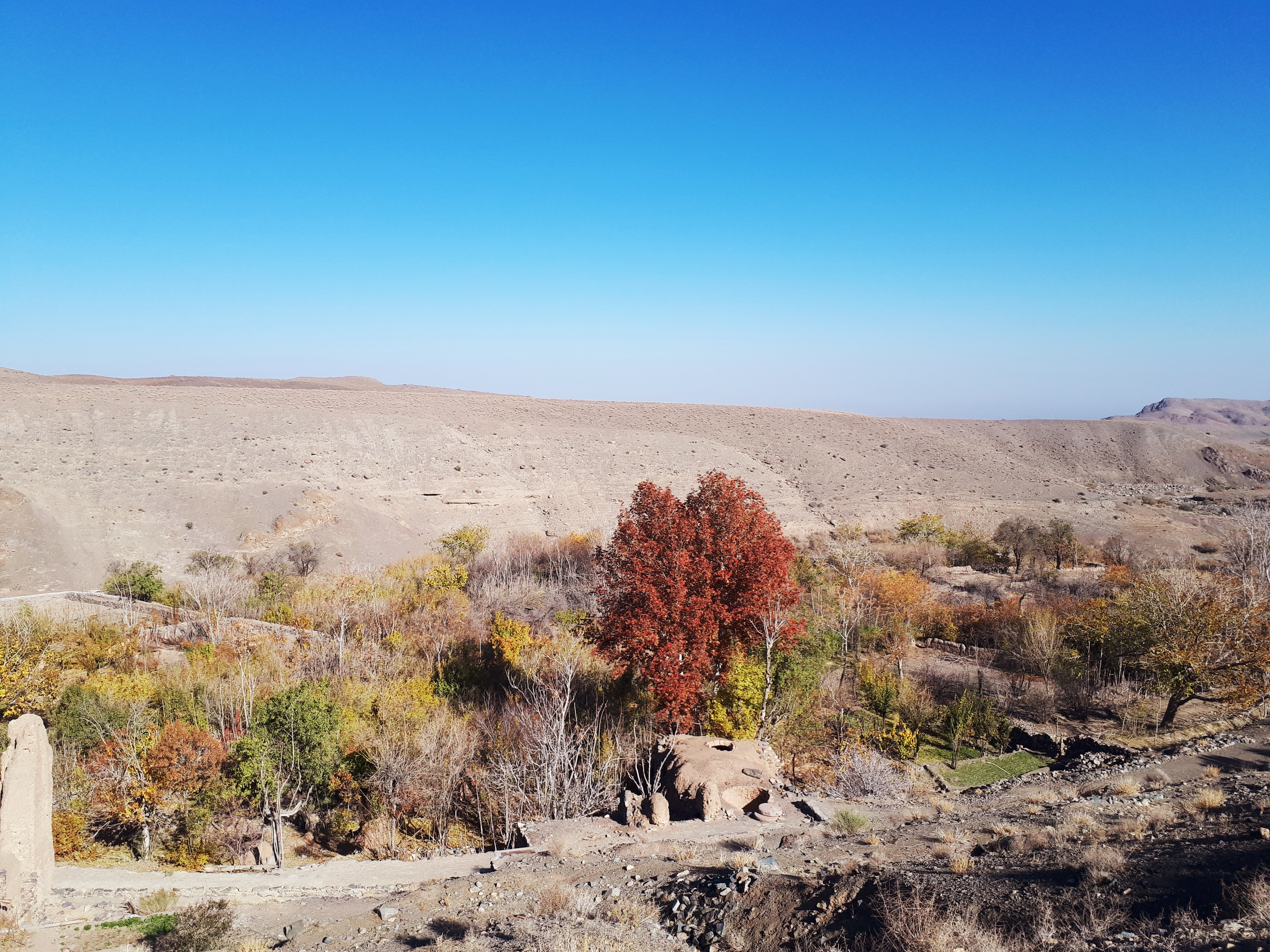

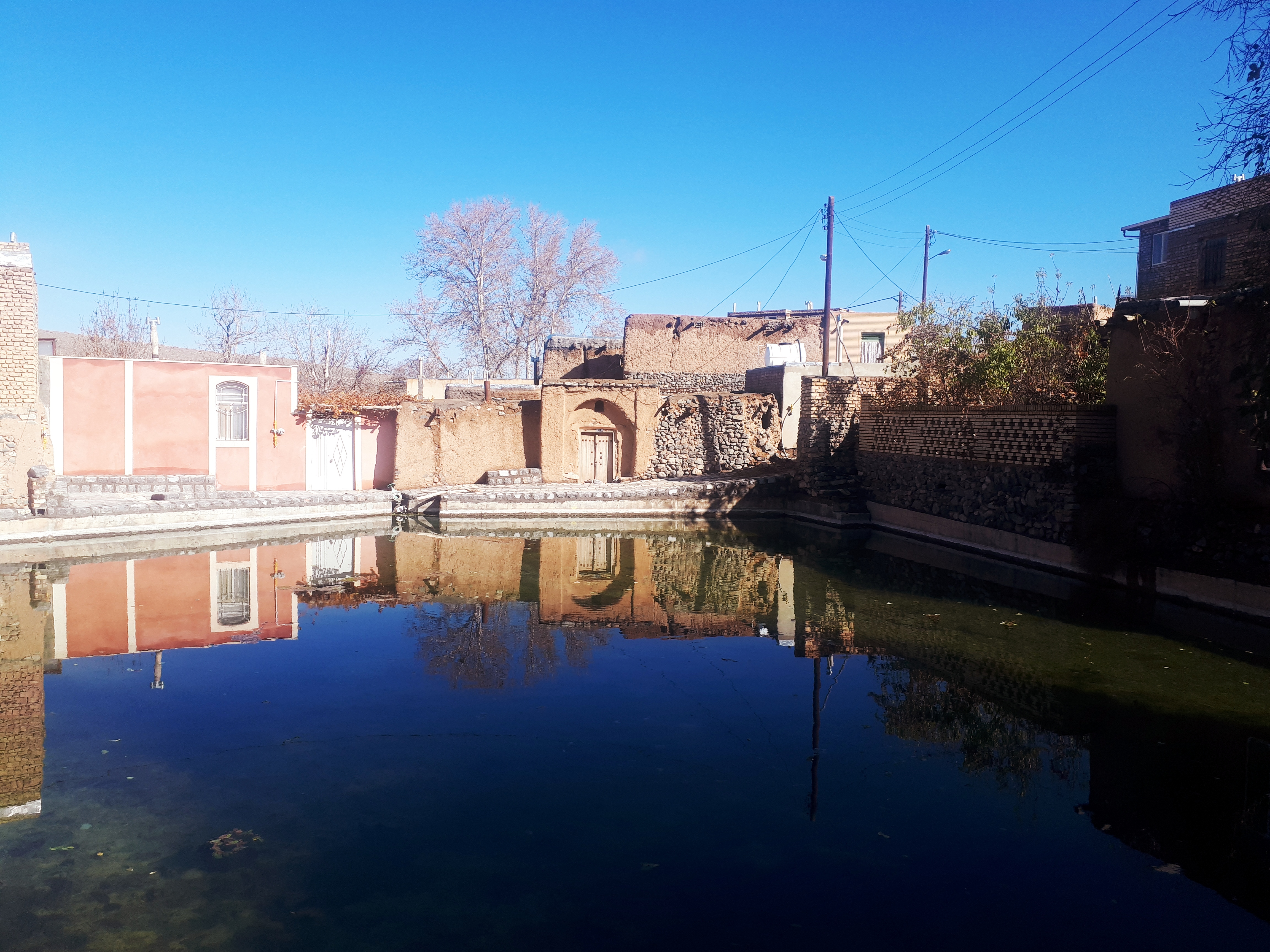

شیرازان،روستایی از توابع بخش مهاباد شهرستان اردستان،بخش علیا و در استان اصفهان ایران قرار گرفته است.این روستا در پایین دره با آب و هوایی دلپذیر و نسبتا خنک قرار دارد و بین دو روستای وامساره و کچوسنگ واقع شده است.این روستا همچنین دارای سه بخش باغات شیرازان،سرگدار و مهرآباد می‌باشد که مجموعا از ۷ دهنه قنات مشروب می‌شوند.مردم این روستا اکثرا ساکن قم،تهران(شهر ری) و اصفهان هستند.در سال های گذشته با اقدامات بنیاد مسکن در قالب طرح هادی و همکاری اهالی این روستا زیر نظر بنیاد مسکن پیشرفت زیادی کرده است.محصولات کشاورزی این روستا به صورت محدود و بیشتر برای استفاده خود اهالی است که زردآلو،گوجه سبز،انار،حبوبات،گردو،بادام و انواع صیفی جات از این جمله اند.در سال‌های اخیر و با اقدامات زیرساختی انجام شده موجی از مهاجرت معکوس شکل گرفته است.

## جمعیت
این روستا در دهستان همبرات قرار دارد و براساس سرشماری مرکز آمار ایران در سال ۱۳۸۵، جمعیت آن ۷۸ نفر (۲۵خانوار) بوده‌است.